# Ensi
Énsi var en titel som bars av sumeriska stadsfurstar under det 3:e årtusendet f.Kr.
Från att ha uttryckt en självständighetsstatus så kom den under den s.k. tredje dynastin av Ur (2112-2004 f.Kr.) att beteckna provinsguvernörer underställda kungarna av Ur.
Titelns förhållande till andra politiska sumeriska titlar såsom en, lugal och shagina är inte alldeles klar, men en vanlig uppfattning är att énsi inte betraktades vara högst i rang utan underordnad åtminstone lugal.